# Mariya Shcherbina
Mariya Vladímirovna Shcherbina (en ucraniano: Марія Володимирівна Щербина; Járkov, Unión Soviética, 11 de diciembre de 1958) es una física matemática ucraniana especializada en teoría de matrices aleatorias. Es miembro correspondiente de la Academia Nacional de Ciencias de Ucrania y ganadora en 2009 del Premio Mijaíl Ostrogradski.
Shcherbina obtuvo su diploma de la Universidad de Járkov en 1981, tras lo que realizó estudios de posgrado en el Instituto Verkin de Física e Ingeniería de Baja Temperatura, en el que obtuvo el título de kandidat nauk en 1986. En 1997, obtuvo el título de doktor nauk. Ha trabajado en el Instituto Verkin desde 1983, donde es jefa de división.
Junto con Leonid Pastur, Shcherbina es autora de Eigenvalue Distribution of Large Random Matrices (Mathematical Surveys and Monographs, American Mathematical Society, 2011). Fue ponente invitada en física matemática en el Congreso Internacional de Matemáticos de 2018.